# 테오도레 오에스텐

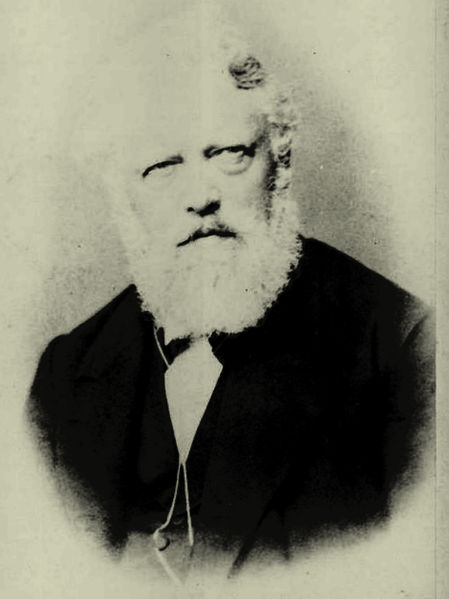
테오도레 오에스텐

테오도레 오에스텐(독일어: Theodore Oesten, 1813년 12월 31일 ~ 1870년 3월 16일)은 독일의 작곡가, 음악가이다.
오에스텐은 베를린에서 태어났다. 그는 퓌르스텐발데의 슈타트무시쿠스에서 현악기 연주를 배웠다. 19세의 나이로 베를린에서 뵈흐머, 카를 룬겐하겐, 슈나이더, 아우구스트 바흐와 작곡을 배웠다. 오에스텐은 그의 고향인 베를린에서 죽었다.

## 작품 목록
- 《작은 이야기》
- 《알프스의 저녁 노을》
- 《작별》
- 《숲속의 장미》
- 《요람의 노래》